# Plinia peroblata
Plinia peroblata är en myrtenväxtart som först beskrevs av Cyrus Longworth Lundell, och fick sitt nu gällande namn av Cyrus Longworth Lundell. Plinia peroblata ingår i släktet Plinia och familjen myrtenväxter. Inga underarter finns listade i Catalogue of Life.